# Marcià Mineu Fèlix Capel·la
Marcià Mineu Fèlix Capel·la, en llatí Martianus Mineus Felix Capella, (Cartago vers el 380 - 429), va ser un gramàtic romà en llengua llatina que va viure al segle v. No se'n sap res de la seva vida, però la lectura d'un paràgraf de la seva obra, per alta banda molt corrupte, sembla dir que va ser procònsol i que va acabar el seu llibre a Roma quan ja tenia una edat molt avançada.
Va escriure De Nuptiis Mercuri et Philologiae, una obra enciclopèdica en 9 llibres, que tracta sobre les set arts liberals. Està escrita en una barreja de prosa i vers, a la manera de les Sàtires Menipees de Marc Terenci Varró i del Satíricon de Petroni. També va influir en la seva redacció l'obra Consolació de la filosofia de Boeci. El llibre és una recopilació voluminosa que forma una mena d'enciclopèdia de l'ensenyament. Els dos primers llibres es poden considerar una introducció de tipus místic a la resta de l'obra, i parlen de les noces entre Mercuri i la filologia, en una complexa al·legoria. Els set volums restants parlen dels principis de les set alts liberals: el tercer parla de la gramàtica, el quart de la dialèctica, dividit en metafísica i lògica, el cinquè de la retòrica, el sisè de geometria, que en realitat és un tractat de geografia on s'adjunten alguns conceptes simples sobre línies, superfícies i sòlids. El setè parla d'aritmètica, dedicat sobretot a les propietats dels nombres, el vuitè d'astronomia i l'últim de música, amb un apartat sobre poesia. La quantitat de dades és immensa, però els materials estan mal seleccionats, mal ordenats i mal explicats, tot i que hi ha algunes informacions valuoses, tretes segurament d'antics autors i d'obres desaparegudes. Per exemple, hi ha un passatge notable on explica una visió real del sistema solar. Es diu clarament que els planetes Mercuri i Venus giren al voltant del Sol i no de la Terra, i descriu correctament les posicions d'un i altre. Els historiadors de la ciència creuen que no és improbable que Copèrnic, que cita Marcià, hagi tret el germen del seu sistema d'aquest llibre.
Aquesta obra va tenir gran difusió durant l'edat mitjana.
El cràter lunar Capel·la, porta aquest nom en el seu honor.